# Рокша (приток Каменки)
Рокша — река в Московской области России, правый приток Каменки. В некоторых изданиях указана как левый приток Яхромы.
Протекает в юго-восточном направлении по территории Дмитровского района, длина — около 12 км.
Исток — небольшой пруд в поле южнее деревни Высоково. Впадает в Каменку в 1,5 км севернее деревни Степаново (единственный населённый пункт на реке). Представляет собой типично таёжную реку, не знающую равных по красоте, дикости и уединённости в этих местах, несмотря на то, что к середине лета река пересыхает на протяжении 9 км верхнего течения.
Питание в основном происходит за счёт талых снеговых вод. Замерзает в ноябре — начале декабря, вскрывается в конце марта — апреле.